# Florence Nunatak
Florence Nunatak är en nunatak i Antarktis. Den ligger i Sydshetlandsöarna. Argentina, Chile och Storbritannien gör anspråk på området. Toppen på Florence Nunatak är 280 meter över havet.
Terrängen runt Florence Nunatak är kuperad åt nordväst, men åt sydost är den platt. Havet är nära Florence Nunatak söderut.  Trakten är glest befolkad. Närmaste befolkade plats är Commandante Ferraz Station, 18,5 kilometer nordost om Florence Nunatak. 